# 薩里縣 (北卡羅萊納州)
薩里县（英語：Surry County）是美國北卡羅萊納州北部的一個縣，北鄰維吉尼亞州。面積1,393平方公里。根據美國2000年人口普查，共有人口71,219人。縣治多布森（Dobson）。
薩里縣成立於1770年12月5日。以英國薩里郡或一位反對英國對美洲殖民者徵稅的佚名英國貴族命名。